# راجر فونلانتن
[[پرونده:|بندانگشتی|راجر فونلانتن]]
راجر فونلانتن (انگلیسی: Roger Vonlanthen؛ زادهٔ ۵ دسامبر ۱۹۳۰) بازیکن و مربی فوتبال اهل سوئیس بود.
از باشگاه‌هایی که در آن بازی کرده‌است می‌توان به باشگاه فوتبال گراس‌هاپر زوریخ، باشگاه فوتبال اینتر میلان، باشگاه فوتبال آلساندریا و باشگاه فوتبال سروت ۱۸۹۰ اشاره کرد.
وی همچنین در تیم ملی فوتبال سوئیس بازی کرده‌است.